# František Mezihorák
František Mezihorák (* 6. Oktober 1937, Vracov, Tschechoslowakei) ist ein tschechischer Historiker, Hochschullehrer und Politiker (ČSSD) sowie Senator im Parlament der Tschechischen Republik.

## Leben
František Mezihorák hat Geschichte der tschechischen Sprache an der Philosophischen Fakultät der Palacký-Universität in Olmütz studiert.
Dort erhielt er 1960 eine Assistentenstelle, wurde aber wegen seines Engagements während des Prager Frühlings 1969 entlassen und war bis 1989 als Mittelschullehrer tätig.
Im Jahre 1989 wurde er rehabilitiert und kehrte zur Palacký-Universität zurück, wo er den Lehrstuhl für Europastudien gründete und die Professor für Geschichte mit besonderer Berücksichtigung der europäischen Geschichte und der Geschichte der Europäischen Integration übernahm. Zudem war er zwischen 1991 und 1997 sowie zwischen 2003 und 2006 Dekan der Pädagogischen Fakultät. Seit 2008 lehrt er als Emeritus.
2010 wurde er als ordentliches Mitglied der Geisteswissenschaftlichen Klasse in die Sudetendeutsche Akademie der Wissenschaften und Künste berufen.

## Politische Tätigkeit
František Mezihorák engagierte sich in der Politik der Tschechischen Republik und war Mitglied der sozialdemokratischen Partei Česká strana sociálně demokratická (ČSSD).
Er war von 1998 bis 2004 Senator des Parlaments der Tschechischen Republik.
Zwischen 2008 und 2012 war er Abgeordneter im Parlament der Region Olomoucký kraj.
Zwischen 2006 und 2014 war er auch Abgeordneter in der Stadt Olmütz.

## Werke (Auswahl)
- MEZIHORÁK, František – HOŘÍNEK, Milan: Padesát německých Olomoučanů = Fünfzig deutsche Olmützer. Olomouc 2004.  ISBN 80-7182-172-1.
- MEZIHORÁK, František: Olomoučtí Němci po druhé světové válce: (Svaz domoviny Olomouce a střední Moravy) = Olmützer Deutsche nach dem zweiten Weltkrieg: (Heimatverband Olmütz und Mittelmähren). Olomouc 2008. ISBN 978-80-7182-251-6.
- MEZIHORÁK, František – NELEŠOVSKÁ, Alena:  Bibliografie německé krajanské literatury o Olomouci a Olomoučanech = Bibliographie der deutschen landsmannschaftlichen Literatur über Olmütz und Olmützer. Olomouc 2010. ISBN 978-80-7182-283-7.